# Enhypnon
Enhypnon is een geslacht van kevers uit de familie somberkevers (Zopheridae).

## Soorten
Lijst gebaseerd op Reese:
- E. cordicollis Turco, Slipiński & Lambkin, 2013[2]
- E. costatum (Carter, 1919)[2]
- E. horridum (Carter, 1919)[2]
- E. kosciusko Turco, Slipiński & Lambkin, 2013[2]
- E. laticeps Carter, 1919
- E. latitarsis Turco, Slipiński & Lambkin, 2013[2]
- E. punctatum Carter, 1927
- E. simplex Turco, Slipiński & Lambkin, 2013[2]
- E. squamosum Turco, Slipiński & Lambkin, 2013[2]
- E. tuberculatum Turco, Slipiński & Lambkin, 2013[2]